# 斯莫蘭灣
斯莫蘭灣（英語：Smaaland Cove），是南極洲的海灣，位於南喬治亞群島，處於道特弗爾灣以西1.9公里，在1927年由英國的研究隊命名，由英國海外領土管轄。